# 리오 라이언
리오 조지프 라이언 주니어(영어: Leo Joseph Ryan Jr., 1925년 5월 5일~1978년 11월 18일)는 미국의 교사이자 정치인이었다. 민주당의 일원인 그는 1973년부터 1978년 존스타운 대학살 동안 암살될 때까지 캘리포니아주의 제11번째 의회 지역구에서 미국 대표로 근무했다. 그 전에, 그는 캘리포니아주의 27번 구역을 대표하는 캘리포니아주 의회에서 근무했다.
1965년 와츠 폭동 이후 라이언은 로스앤젤레스 지역의 상황을 조사하고 기록하기 위해 학교 대리 교사로 일했다. 1970년, 그는 캘리포니아 교도소에 대한 조사를 시작했다. 교도소 개혁을 총괄하는 국회 의장을 맡으면서도 가명을 사용해 폴섬 주립 교도소에 수감자로 들어갔다. 의회에 있는 동안, 라이언은 바다표범 사냥의 관행을 조사하기 위해 뉴펀들랜드로 갔다. 그는 또한 중앙정보국(CIA)에 대한 의회의 감독 부재를 비판한 것으로 유명했으며, 1974년에 통과된 휴즈-라이언 수정안을 공동 집필했는데, 이 수정안은 미국 대통령이 비밀 CIA 활동을 의회에 보고하도록 요구했다.
1978년 라이언은 인민사원 존스타운 정착지에서 사람들이 그들의 의사에 반하여 억류되었다는 주장을 조사하기 위해 가이아나로 갔다. 그는 11월 18일 그와 그의 일행이 떠나려다 활주로에서 총격을 받고 사망했다. 활주로 총격 사건 직후, 존스타운 정착민 909명이 시안화물이 든 향료 보조제를 마시고 집단 자살했다. 라이언은 1868년 제임스 M. 하인스에 이어 미국 하원에서 암살된 두 번째 현직 의원이었다.
라이언은 1983년 사후에 의회 명예 황금 훈장을 받았다.

## 같이 보기
- 컬트 (종교)

## 역대 선거 결과
| 선거명      | 직책명                           | 대수 | 정당   | 득표율 | 득표수    | 결과 | 당락                       |
| ----------- | -------------------------------- | ---- | ------ | ------ | --------- | ---- | -------------------------- |
| 1958년 선거 | 하원의원 (캘리포니아 제25선거구) | 63대 | 민주당 | 49.43% | 35,880표  | 2위  | 낙선                       |
| 1962년 선거 | 하원의원 (캘리포니아 제27선거구) | 65대 | 민주당 | 63.45% | 46,448표  | 1위  | 캘리포니아 주의원 당선     |
| 1964년 선거 | 하원의원 (캘리포니아 제27선거구) | 66대 | 민주당 | 68.97% | 65,917표  | 1위  | 캘리포니아 주의원 당선     |
| 1966년 선거 | 하원의원 (캘리포니아 제27선거구) | 67대 | 민주당 | 56.87% | 50,236표  | 1위  | 캘리포니아 주의원 당선     |
| 1968년 선거 | 하원의원 (캘리포니아 제27선거구) | 68대 | 민주당 | 99.78% | 87,805표  | 1위  | 캘리포니아 주의원 당선     |
| 1970년 선거 | 하원의원 (캘리포니아 제27선거구) | 69대 | 민주당 | 73.17% | 66,323표  | 1위  | 캘리포니아 주의원 당선     |
| 1972년 선거 | 하원의원 (캘리포니아 제23선거구) | 93대 | 민주당 | 60.50% | 114,134표 | 1위  | 캘리포니아주 하원의원 당선 |
| 1974년 선거 | 하원의원 (캘리포니아 제23선거구) | 94대 | 민주당 | 75.83% | 106,429표 | 1위  | 캘리포니아주 하원의원 당선 |
| 1976년 선거 | 하원의원 (캘리포니아 제23선거구) | 95대 | 민주당 | 61.08% | 107,618표 | 1위  | 캘리포니아주 하원의원 당선 |
| 1978년 선거 | 하원의원 (캘리포니아 제23선거구) | 96대 | 민주당 | 60.52% | 92,882표  | 1위  | 캘리포니아주 하원의원 당선 |